# Parachernes bougainvillensis
Espèce
Parachernes bougainvillensis est une espèce de pseudoscorpions de la famille des Chernetidae.

## Distribution
Cette espèce est endémique de Bougainville en Papouasie-Nouvelle-Guinée.

## Description
La femelle holotype mesure 2 mm.

## Étymologie
Son nom d'espèce, composé de bougainvill[e] et du suffixe latin -ensis, « qui vit dans, qui habite », lui a été donné en référence au lieu de sa découverte, l'île Bougainville.

## Publication originale
- Beier, 1965 : Die Pseudoscorpioniden Neu-Guineas und der benachbarten Inseln. Pacific Insects, vol. 7, no 4, p. 749-796 (texte intégral).